# Avion de luptă multirol
Avionul de luptă multirol este un avion care poate fi folosit atât în rolul de avion de vânătoare cât și în cel de bombardier.

## Active
| Stat                                | Constructor                        | Avion                | Introdus | Variante               |  |
| ----------------------------------- | ---------------------------------- | -------------------- | -------- | ---------------------- |  |
| China                               | Chengdu                            | J-10                 | 2003     | J-10B                  |  |
| Franța                              | Dassault                           | Mirage 2000          | 1982     | N/D                    |  |
| Franța                              | Dassault                           | Rafale               | 1986     |                        |  |
| India Rusia                         | HAL/Suhoi                          | Suhoi Su-30MKI       | 1998     |                        |  |
| India                               | HAL                                | HAL Tejas            | 2013     | Tejas Mark 2           |  |
| Japonia                             | Mitsubishi                         | F-2                  | 2000     | F-2A/B                 |  |
| Coreea de Sud                       | KAI                                | T-50 Golden Eagle    | 2011     | T-50, TA-50, FA-50     |  |
| Pakistan China                      | PAC Chengdu                        | JF-17 Thunder        | 2007     |                        |  |
| Uniunea Sovietică · Rusia           | Mikoian                            | MiG-29               | 1983     | M, K                   |  |
| Uniunea Sovietică · Rusia           | Suhoi                              | Su-35                | 2008     | Su-35S                 |  |
| Suedia                              | Saab                               | JAS 39 Gripen        | 1997     |                        |  |
| Germania Italia Regatul Unit        | Panavia                            | Tornado IDS          | 1979     | Tornado ADV            |  |
| Germania Italia Spania Regatul Unit | Eurofighter                        | Typhoon              | 2003     |                        |  |
| Statele Unite ale Americii          | General Dynamics (Lockheed Martin) | F-16 Fighting Falcon | 1978     |                        |  |
| Statele Unite ale Americii          | McDonnell Douglas (Boeing)         | F/A-18 Hornet        | 1983     | F/A-18E/F Super Hornet |  |